# Giải bóng đá U-17 Quốc gia 2006
Giải bóng đá U-17 Quốc gia 2006, tên gọi chính thức là Giải bóng đá U-17 Quốc gia – Cúp Báo Bóng Đá 2006, là mùa giải thứ 3 của Giải bóng đá U-17 Quốc gia, giải đấu bóng đá thường niên do Liên đoàn bóng đá Việt Nam (VFF) và báo Bóng đá phối hợp tổ chức dành cho lứa tuổi dưới 17. Mùa giải này diễn ra theo hai giai đoạn, vòng loại được tổ chức từ ngày 18 tháng 6 đến ngày 14 tháng 7 năm 2006. Vòng chung kết của giải, gồm 8 đội bóng, diễn ra tại An Giang từ ngày 24 tháng 7 đến ngày 4 tháng 8 năm 2006.

## Vòng loại
Hai mươi đội bóng đã đăng ký tham dự mùa giải lần này từ vòng loại. Đội đương kim vô địch Sông Lam Nghệ An và đội chủ nhà của vòng chung kết An Giang được ưu tiên không phải thi đấu vòng loại. Các đội bóng được sắp xếp sẵn vào các bảng đấu dựa theo khu vực địa lý. Những đội bóng đóng vai trò là chủ nhà của bảng đấu vòng loại được ký hiệu bởi (H).
| Vào thẳng vòng chung kết | 1. An Giang (chủ nhà vòng chung kết) 2. Sông Lam Nghệ An (đương kim vô địch)                         | 1. An Giang (chủ nhà vòng chung kết) 2. Sông Lam Nghệ An (đương kim vô địch)       | 1. An Giang (chủ nhà vòng chung kết) 2. Sông Lam Nghệ An (đương kim vô địch)                              |
| Các đội còn lại          | Bảng A                                                                                               | Bảng B                                                                             | Bảng C |
| Các đội còn lại          | 1. Nam Định (H) 2. Hà Nội 3. Hà Tĩnh 4. Quảng Ninh 5. Thể Công 6. Trung tâm bóng đá Hải Phòng 7. VST | 1. Đà Nẵng (H) 2. Bình Định 3. Bình Thuận 4. Ninh Thuận 5. Quảng Nam 6. Quảng Ngãi | 1. Thành Long (H) 2. Cần Thơ 3. Đồng Nai 4. Đồng Tháp 5. Kiên Giang 6. Thành phố Hồ Chí Minh 7. Khánh Hòa |

| Rút lui sau khi đăng ký tham dự |
| ------------------------------- |
| Hải Phòng                       |
| Lâm Đồng                        |
| Cà Mau                          |
| Long An                         |

Các đội bóng vượt qua vòng loại trong các bảng đấu được in đậm.

## Vòng chung kết
Lê bốc thăm xếp lịch thi đấu vòng chung kết diễn ra vào lúc 09:00 ngày 22 tháng 7 năm 2006 tại hội trường Sở Thể dục Thể thao tỉnh An Giang.

### Vòng bảng

#### Bảng A
| Bảng xếp hạng bảng A | Bảng xếp hạng bảng A | Bảng xếp hạng bảng A | Bảng xếp hạng bảng A | Bảng xếp hạng bảng A |
| -------------------- | -------------------- | -------------------- | -------------------- | -------------------- |
| Thứ tự               | Đội bóng             | Số bàn thắng         | Số bàn thua          | Điểm                 |
| 1                    | Đà Nẵng              | 8                    | 8                    | 6                    |
| 2                    | Thành Long           | 14                   | 8                    | 4                    |
| 3                    | An Giang             | 6                    | 8                    | 4                    |
| 4                    | Thể Công Viettel     | 3                    | 5                    | 1                    |

|  | v |  |
|  | - |  |
|  |   |  |

|  | v |  |
|  | - |  |
|  |   |  |

|  | v |  |
|  | - |  |
|  |   |  |

|  | v |  |
|  | - |  |
|  |   |  |

|  | v |  |
|  | - |  |
|  |   |  |

|  | v |  |
|  | - |  |
|  |   |  |

#### Bảng B
| Bảng xếp hạng bảng B | Bảng xếp hạng bảng B | Bảng xếp hạng bảng B | Bảng xếp hạng bảng B | Bảng xếp hạng bảng B |
| -------------------- | -------------------- | -------------------- | -------------------- | -------------------- |
| Thứ tự               | Đội bóng             | Số bàn thắng         | Số bàn thua          | Điểm                 |
| 1                    | Sông Lam Nghệ An     | 7                    | 2                    | 7                    |
| 2                    | GM Mikado Nam Định   | 9                    | 5                    | 6                    |
| 3                    | Đồng Tháp            | 5                    | 6                    | 4                    |
| 4                    | Quảng Ngãi           | 4                    | 12                   | 0                    |

|  | v |  |
|  | - |  |
|  |   |  |

|  | v |  |
|  | - |  |
|  |   |  |

|  | v |  |
|  | - |  |
|  |   |  |

|  | v |  |
|  | - |  |
|  |   |  |

|  | v |  |
|  | - |  |
|  |   |  |

|  | v |  |
|  | - |  |
|  |   |  |

### Vòng bán kết
|  | v |  |
|  | - |  |
|  |   |  |

|  | v |  |
|  | - |  |
|  |   |  |

### Trận chung kết
| U-17 Sông Lam Nghệ An  | 1–0      | U-17 Đà Nẵng |
| ---------------------- | -------- | ------------ |
| Nguyễn Trọng Hoàng 68' | Chi tiết |              |

## Các giải thưởng
Các giải thưởng dưới đây đã được trao sau khi giải đấu kết thúc:
- Vô địch: P.SLNA (Cờ, HCV và 40 triệu đồng)
- Giải Nhì: Đà Nẵng (Cờ, HCB và 30 triệu đồng)
- Đồng giải Ba: GM.M.NĐ, Thành Long (Cờ, HCĐ và 10 triệu đồng)
- Giải phong cách: An Giang
- Vua phá lưới Hoàng Danh Ngọc (GM.M.NĐ), Lê Đức Tài (Thành Long), Nguyễn Hồng Việt (P.SLNA) cùng ghi được 5 bàn.
- Cầu thủ xuất sắc nhất: Nguyễn Văn Quân (10, Đà Nẵng).
- Thủ môn xuất sắc nhất Nguyễn Thanh Tùng (1, P.SLNA).[6]